# Joseph Naumann
Pour les articles homonymes, voir Naumann.
Joseph Fred Naumann, né le 4 juin 1949 à Saint-Louis du Missouri, est un prélat américain, archevêque de Kansas City de 2005 à 2025. Sa devise est Vitæ victoria erit. Mgr Naumann est depuis 1996 membre de l'ordre équestre du Saint-Sépulcre de Jérusalem, puis il en est grand officier et en 2008, il est grand prieur de la lieutenance du Nord pour la gouvernance des États-Unis d'Amérique. Il est connu pour ses positions en faveur de la défense de la vie.

## Biographie

### Formation
Joseph Naumann naît à Saint-Louis dans le Missouri, de Fred et Louise (née Lukens) Naumann, d'ancienne ascendance allemande. Il est diplômé du St. Louis Preparatory Seminary South en 1967 et du Cardinal Glennon College en 1971. Après avoir servi comme diacre à Florissant et terminé ses études de théologie au Kenrick Seminary en 1975, il est ordonné prêtre le 24 mai 1975 pour l'archidiocèse de Saint-Louis.

### Prêtre
Joseph Naumann sert comme vicaire de la paroisse Saint-Dominique-Savio d'Affton jusqu'en 1979, puis de la paroisse Notre-Dame-des-Douleurs de Saint-Louis jusqu'en 1984. De 1984 à 1989, il est curé à mi-temps à la paroisse du Très-Saint-Sacrement de Saint-Louis, tout en étant coordinateur de l'archidiocèse pour le comité Pro-Life, jusqu'en 1995. Il est ensuite nommé curé de la paroisse de l'Ascension de Normandy (1989-1994) et vicaire général de l'archidiocèse (1994-2003).

### Évêque auxiliaire de Saint-Louis
Le 8 juillet 1997, Joseph Naumann est nommé évêque auxiliaire de Saint-Louis et évêque titulaire (in partibus) de Caput Cilla (de) par Jean-Paul II. Il est consacré le 3 septembre suivant par Mgr Rigali.

### Archevêque de Kansas City
Après avoir été nommé administrateur apostolique de l'archidiocèse de Saint-Louis en octobre 2003, Mgr Naumann est nommé évêque coadjuteur de Kansas City, le 7 janvier 2004. Il succède à Mgr James Keleher, lorsque celui-ci démissionne le 15 janvier 2005.
Mgr Naumann siège à la commission de défense de la vie et des communications de la conférence des évêques catholiques des États-Unis, ainsi qu'au comité des trustees du Kenrick-Glennon Seminary et au comité des régents du Conception Seminary. Il est aussi président de la conférence catholique du Kansas.
Le 21 avril 2015, Mgr Naumann est également nommé administrateur apostolique du diocèse de Kansas City-Saint Joseph, après la démission de Mgr Finn. Il le demeure jusqu'au 4 novembre 2015.
Il est élu président de la commission Pro-Life de la conférence des évêques américains, le 14 novembre 2017. Mgr Naumann interprète l'article 915 du droit canon, comme permettant de refuser la communion aux hommes politiques  qui s'identifient comme catholiques alors qu'ils soutiennent l'avortement et l'euthanasie. Il déclare qu'il a tenté en 2008 de persuader Kathleen Sebelius, alors gouverneur du Kansas (et future secrétaire à la Santé dans l'administration Obama), de cesser son soutien à l'avortement libre, mais devant son refus, il lui a refusé la communion.
Le 8 avril 2025, le pape François accepte sa démission pour raison d'âge et nomme Shawn McKnight pour lui succéder.